# Federico di Hohenzollern-Hechingen
Federico Ermanno Ottone di Hohenzollern-Hechingen (Namur, 22 luglio 1776 – Hechingen, 13 settembre 1838) fu principe di Hohenzollern-Hechingen.

## Biografia

### I primi anni
Il padre di Federico era il principe Ermanno Federico Ottone di Hohenzollern-Hechingen (1751-1810), mentre sua madre fu la principessa Massimiliana Albertina Giovanna di Gavre (1753-1778). Il principe ereditario venne battezzato nella cattedrale di Namur, nell'attuale Belgio. Successivamente Federico frequentò dal 1790 la scuola superiore di Stoccarda che era rinomata per la propria inclinazione militare. Friedrich Schiller stesso aveva frequentato questo istituto. Dopo aver compiuto gli studi in alcune università tedesche, Federico venne ospitato a Vienna.
Nel 1801 venne inviato dal padre a Parigi, con l'intento di negoziare per il mantenimento dei possedimenti nei Paesi Bassi che erano stati concessi alla famiglia ufficiosamente e venivano contestati dagli eredi della matrigna. La diatriba si concluse solo nel 1803 quando il principato ottenne i monasteri di Stetten e Sankt Luzen, ma perse questi possedimenti nel corso degli eventi successivi, compresi la signoria di Hirschlatt.
Nel 1805 si separò dalla moglie Paolina senza però mai divorziare. Ella ebbe però una figlia, Maria, il cui padre era Louis Victor Mériadec de Rohan (1766-1846), cognato di sua sorella, la Duchessa Guglielmina di Sagan.

### Al servizio di Napoleone
Dopo l'entrata del principato a far parte della Confederazione del Reno nel 1806 il principe ereditario combatté al servizio di Napoleone come ufficiale dell'esercito, e in particolare entrò nei ranghi di Girolamo Bonaparte, fratello dell'Imperatore francese, nominato re di Westfalia. Nel 1806 conquistò la fortezza di Glogau, e successivamente anche la patria di sua moglie Żagań. Nel 1809 Federico entrò al servizio del re di Napoli Gioacchino Murat, cognato di Napoleone in quanto marito di sua sorella Carolina Bonaparte. Nella campagna di Russia venne ripetutamente ferito, dalle quali non si rimise mai completamente.

### Castelli e vita
Dopo la morte del padre, Federico divenne nel 1810 il nuovo principe di Hohenzollern-Hechingen. Malgrado il comportamento tenuto nel corso del periodo napoleonico, Federico riuscì abilmente a schierarsi con i vincitori nel corso del Congresso di Vienna del 1815, ricevendo parte delle indennità di guerra pagate dalla Francia ai principati tedeschi, denaro che egli investì per la costruzione di un nuovo castello ad Hechingen.
Il 16 luglio 1819 il principe Federico incontrò il principe ereditario prussiano Federico Guglielmo a Hohenzollern. Il 17 marzo 1820 iniziò il progetto tra i due principi per la ricostruzione delle rovine del castello di Hohenzollern che giaceva da secoli abbandonato, pur essendo di fatto una il nucleo di nascita di tutto lo stato prussiano, e di riflesso anche del principato di Hohenzollern-Hechingen; l'opera venne completata in vent'anni.
A questo punto della propria esistenza, il Principe soffriva non solo per le proprie ferite di guerra, ma anche della propria situazione matrimoniale con Paolina che ormai sopravviveva solo sulla carta, recandosi peraltro solo di rado alla corte di Vienna.
Il 22 maggio 1826 prese residenza esclusiva quasi al Castello di Lindich dove teneva corte e dove invitava alcuni pensatori del suo tempo, come Justinus Kerner.
Nel 1833 Federico stabilì un nuovo regolamento scolastico, più moderno ed efficace, garantendo anche l'autonomia amministrativa nel 1835 alle municipalità interne al proprio stato, causa per cui esse si battevano già dall'epoca di suo padre. Ad ogni modo l'ufficiale responsabile delle singole città veniva nominato personalmente dal Principe, ma cariche come il sindaco ed i consiglieri della città venivano eletti direttamente dagli abitanti.
Federico venne ricordato come il più semplice dei principi di Hohenzollern-Hechingen, di eccellente umanità e con una profonda educazione scientifica.
Federico morì il 13 settembre 1838, all'età di 62 anni al Castello di Lindich.

## Discendenza
Federico Ermanno sposò il 26 aprile 1800 a Praga Luisa Paolina Maria Biron, Principessa di Curlandia (1782-1845), con la quale visse prevalentemente a Berlino, in un palazzo fatto appositamente costruire tra una piantagione di limoni. La coppia ebbe un unico figlio:
- Federico Guglielmo Costantino Ermanno Tassilo , Principe di Hohenzollern-Hechingen (16 febbraio 1801 – 3 settembre 1869)

∞ Eugenia Ortensia di Beauharnais, duchessa di Leuchtenberg, senza figli.
Federico Guglielmo Costantino si risposò una seconda volta morganaticamente con Amalie Schenk von Geyern, creata contessa di Rothenburg. I loro figli e discendenti, essendo esclusi dalla linea di successione, ottennero tutti il titolo di conte/contessa di Rothenburg.
Federico Guglielmo Costantino ebbe inoltre una figlia naturale da Sofia Scherzer, Ludovica Sofia Scherer, la quale sposò Rudolf Gfrörer von Ehrenburg.

## Ascendenza
|                                                |                                                |                                                    | Genitori                                                      |  |  | Nonni |  |  | Bisnonni                                   |  |  | Trisnonni                         |  |
|                                                |                                                |                                                    |                                                               |  |  |       |  |  | Ermanno Federico di Hohenzollern-Hechingen |  |  | Filippo di Hohenzollern-Hechingen |  |
|                                                |                                                |                                                    |                                                               |  |  |       |  |  | Ermanno Federico di Hohenzollern-Hechingen |  |  | Filippo di Hohenzollern-Hechingen |  |
|                                                |                                                | Maria Elisabetta di Berg ’s-Heerenberg             |                                                               |  |  |       |  |  | Ermanno Federico di Hohenzollern-Hechingen |  |  |                                   |  |
| Francesco Saverio di Hohenzollern-Hechingen    |                                                |                                                    |                                                               |  |  |       |  |  | Ermanno Federico di Hohenzollern-Hechingen |  |  |                                   |  |
|                                                |                                                | Giuseppa di Oettingen-Spielberg                    | Francesco Alberto di Oettingen-Spielberg                      |  |  |       |  |  |                                            |  |  |                                   |  |
|                                                |                                                | Giuseppa di Oettingen-Spielberg                    | Francesco Alberto di Oettingen-Spielberg                      |  |  |       |  |  |                                            |  |  |                                   |  |
|                                                |                                                | Giuseppa di Oettingen-Spielberg                    | Johanna Margarethe von Schwendi zu Hohenlandsberg und Camberg |  |  |       |  |  |                                            |  |  |                                   |  |
| Ermanno di Hohenzollern-Hechingen              |                                                | Giuseppa di Oettingen-Spielberg                    |                                                               |  |  |       |  |  |                                            |  |  |                                   |  |
|                                                |                                                | Hermann Otto von Hoensbroech                       | Philipp Wilhelm Conrad von Hoensbroech                        |  |  |       |  |  |                                            |  |  |                                   |  |
|                                                |                                                | Hermann Otto von Hoensbroech                       | Philipp Wilhelm Conrad von Hoensbroech                        |  |  |       |  |  |                                            |  |  |                                   |  |
|                                                |                                                | Hermann Otto von Hoensbroech                       | Anne Bernardina di Limburg-Stirum                             |  |  |       |  |  |                                            |  |  |                                   |  |
| Anna von Hoensbroech                           |                                                | Hermann Otto von Hoensbroech                       |                                                               |  |  |       |  |  |                                            |  |  |                                   |  |
|                                                |                                                | Anna Marie Juliana Félicité van Tzevel             | Johann Henirich van Tzevel                                    |  |  |       |  |  |                                            |  |  |                                   |  |
|                                                |                                                | Anna Marie Juliana Félicité van Tzevel             | Johann Henirich van Tzevel                                    |  |  |       |  |  |                                            |  |  |                                   |  |
|                                                |                                                | Anna Marie Juliana Félicité van Tzevel             | Anna Marie von Knabenau                                       |  |  |       |  |  |                                            |  |  |                                   |  |
| Federico di Hohenzollern-Hechingen             |                                                | Anna Marie Juliana Félicité van Tzevel             |                                                               |  |  |       |  |  |                                            |  |  |                                   |  |
|                                                | Charles Emmanuel de Gavre, I principe di Gavre | Rasse II François de Gavre, III marchese di Ayseau |                                                               |  |  |       |  |  |                                            |  |  |                                   |  |
|                                                | Charles Emmanuel de Gavre, I principe di Gavre | Rasse II François de Gavre, III marchese di Ayseau |                                                               |  |  |       |  |  |                                            |  |  |                                   |  |
|                                                | Charles Emmanuel de Gavre, I principe di Gavre | Marie Catherine de Brias                           |                                                               |  |  |       |  |  |                                            |  |  |                                   |  |
| François Joseph de Gavre, II principe di Gavre | Charles Emmanuel de Gavre, I principe di Gavre |                                                    |                                                               |  |  |       |  |  |                                            |  |  |                                   |  |
|                                                |                                                | Louise Theresia de Waha de Fronville               | …                                                             |  |  |       |  |  |                                            |  |  |                                   |  |
|                                                |                                                | Louise Theresia de Waha de Fronville               | …                                                             |  |  |       |  |  |                                            |  |  |                                   |  |
|                                                |                                                | Louise Theresia de Waha de Fronville               | …                                                             |  |  |       |  |  |                                            |  |  |                                   |  |
| Marie Maximiliane de Gavre                     |                                                | Louise Theresia de Waha de Fronville               |                                                               |  |  |       |  |  |                                            |  |  |                                   |  |
|                                                |                                                | Henri Joachim de Rouveroy de Pamele                | Maximilien François de Rouveroy de Pamele                     |  |  |       |  |  |                                            |  |  |                                   |  |
|                                                |                                                | Henri Joachim de Rouveroy de Pamele                | Maximilien François de Rouveroy de Pamele                     |  |  |       |  |  |                                            |  |  |                                   |  |
|                                                |                                                | Henri Joachim de Rouveroy de Pamele                | Françoise de La Pierre                                        |  |  |       |  |  |                                            |  |  |                                   |  |
| Marie-Anne de Rouveroy de Pamele               |                                                | Henri Joachim de Rouveroy de Pamele                |                                                               |  |  |       |  |  |                                            |  |  |                                   |  |
|                                                |                                                | Charlotte Gabrielle de Watteville                  | Charles Emmanuel de Watteville                                |  |  |       |  |  |                                            |  |  |                                   |  |
|                                                |                                                | Charlotte Gabrielle de Watteville                  | Charles Emmanuel de Watteville                                |  |  |       |  |  |                                            |  |  |                                   |  |
|                                                |                                                | Charlotte Gabrielle de Watteville                  | Thérèse Elisabeth de Merode                                   |  |  |       |  |  |                                            |  |  |                                   |  |
|                                                |                                                | Charlotte Gabrielle de Watteville                  |                                                               |  |  |       |  |  |                                            |  |  |                                   |  |